# 38-cm-Belagerungshaubitze M.16
Die 38-cm-Belagerungshaubitze M 16 war ein überschweres Geschütz des Ersten Weltkrieges.

## Geschichte
Obwohl sich die Mörser 30,5 cm der Österreichisch-Ungarischen Festungsartillerie bei der Belagerung von Lüttich bewährt hatten, begann man bei den Škodawerken in Pilsen über ein noch effektiveres Geschütz nachzudenken. Grund dafür war, dass beim Beschuss des Festungsgürtels von Antwerpen eine Panzerkuppel einen Volltreffer einer 30,5-cm-Granate erhielt, das Geschoss den Panzer aber nicht durchdringen konnte. Die Granate blieb in der Panzerkuppel stecken (die Panzerkuppel befindet sich im Wiener Heeresgeschichtlichen Museum), diese wurde dann den Skoda-Technikern gezeigt, woraufhin diese die Entwicklung größerer Kaliber planten. Zwar befand sich bereits die 42-cm-Haubitze M 14 im Truppengebrauch, doch waren diese Geschütze ursprünglich nur für den ortsfesten Einbau vorgesehen und der Transport der unhandlichen Geräte ging nur unter erheblichen Schwierigkeiten vor sich.
Der Oberingenieur von Škoda, Richard Dirmoser, erhielt den Auftrag zur Entwicklung einer Haubitze mit einer Schussweite von mindestens 15 Kilometern bei einer Mobilität, die der des 30,5-Zentimeter-Mörsers entsprechen sollte.
Den Auftrag zum Bau der Transportfahrzeuge erhielt Ferdinand Porsche. Für die vier Teillasten wurde je ein Zugfahrzeug M 16 bzw. M 17 mit einem benzin-elektrischen Antrieb bestückt. Jedes Rad sowohl der Zugmaschine als auch des Anhängers hatte einen Radnaben-Elektromotor, der über das Aggregat mit Strom versorgt wurde. Bei Haarnadelkurven war es möglich, den Zug zu trennen und den Anhänger über Stromkabel mit Energie zu versorgen. Dieser konnte dann separat bewegt werden. Die technische Beschaffenheit des Gerätes erlaubte es, den Geschützzug durch das Abnehmen der Straßenbereifung auf Eisenbahnschienen zu setzen und mit eigener Kraft über nicht allzu große Distanzen zu bewegen. Auch eine normale Bahnverladung war möglich.
Bereits im Mai 1915 war die Haubitze als Projekt dem damaligen Kriegsminister Alexander von Krobatin angeboten worden. Dieser stimmte einer Fertigung von zunächst zwei Exemplaren zu, falls Škoda das Kostenrisiko übernehmen würde, sollten die Geschütze nicht den Anforderungen entsprechen und durch die Prüfungskommission abgelehnt werden. Sollte die Prüfungskommission andererseits positiv entscheiden, hatte das Kriegsministerium die beiden Haubitzen abzunehmen, obwohl dieses Vorgehen nicht genehmigt war und auch zunächst keine Mittel dafür bereitstanden.
Der Bau der beiden Haubitzen mit der Tarnbezeichnung B.H. L/17 (Belagerungshaubitze L/17) begann im Juni 1915, wobei es Škoda gelang, das Vorhaben so geheim zu halten, dass erst kurz vor der Fertigstellung etwas darüber bekannt wurde. Erste Schussversuche wurden am 21. Jänner 1916 in Bolowetz bei Plzeň durchgeführt. Dabei wurde die größte Pulverladung (7. Ladung) mit 47,5 kg Pulver festgesetzt. Bei Fahrversuchen wurden auf der Straße eine Höchstgeschwindigkeit von 16 und im Schienentransport mit eigener Kraft 27 km/h erreicht. Auf der Straße wurden Steigungen bis 35 Prozent und auf der Schiene bis 9 Prozent bewältigt. Die anschließenden Schießversuche an der Artillerieschule in Hajmasker in Ungarn erbrachten eine maximale Schussweite von 15 Kilometern, was genau den Forderungen entsprach.

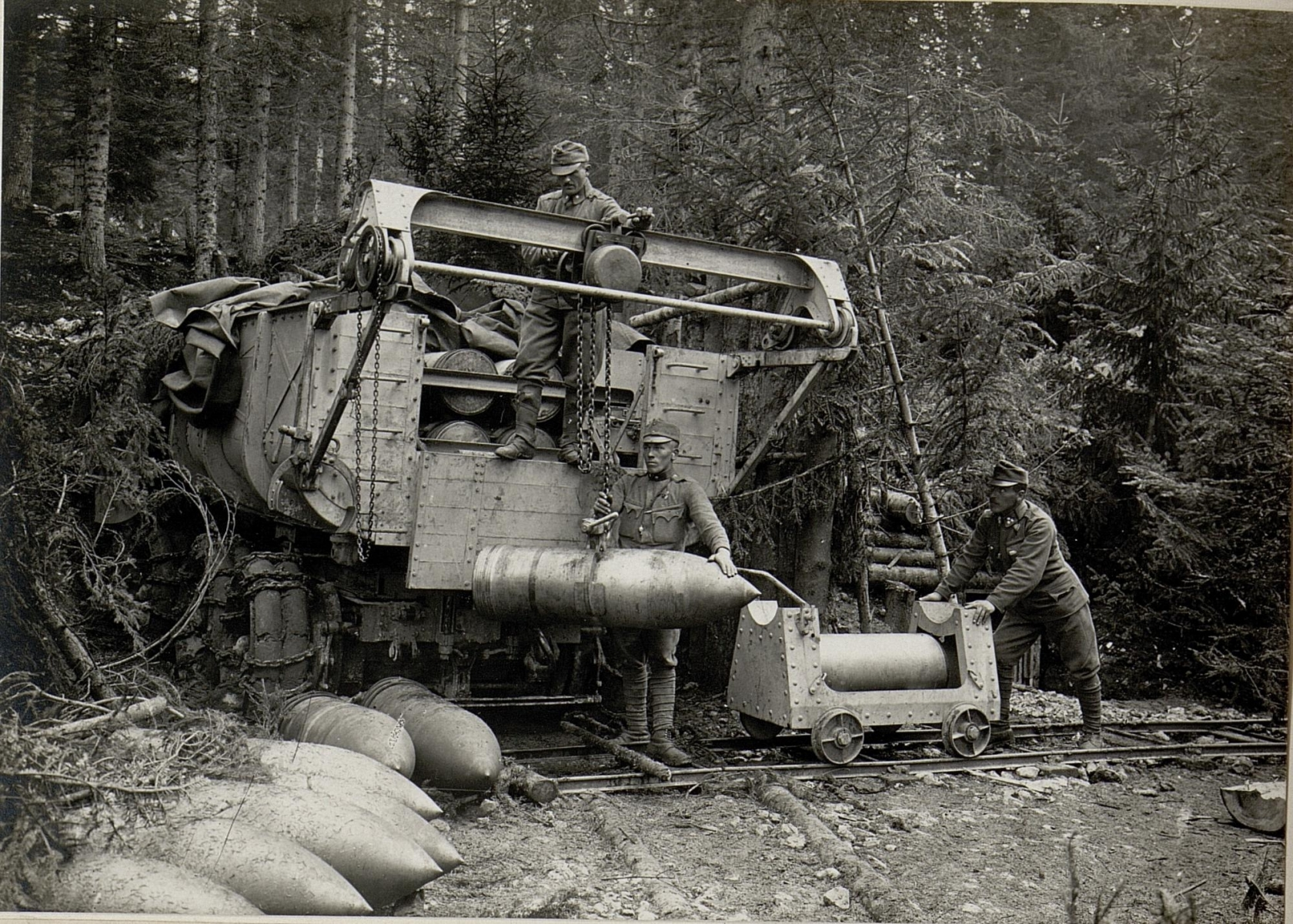
Transport der 38-cm-Haubitzgranaten

Die Nachfolgemodelle (immer noch als M 16 bezeichnet) unterschieden sich von den beiden ersten Geschützen durch die veränderte Lafette. Die neue Lafette war auch für die 24 cm Kanone M.16 adaptiert, was bedeutete, dass die Lafette zwei zusätzliche Schildzapfenlager vor den ursprünglichen aufwies, da diese Kanone durch den längeren Rohrrücklauf weiter vorne eingesetzt werden musste.

## Einsatz
Bereits im Mai 1916 wurden beide Geschütze mit den Namen „Barbara“ und „Gudrun“ im Zuge der österreichisch-ungarischen Südtiroloffensive eingesetzt, nachdem sie erst im März 1916 die Škodawerke verlassen hatten. Das Geschütz „Barbara“ stand in der Nähe des Werkes Lusern auf dem Costalta-Rücken. Beobachtungspunkt war das zu Lusern gehörende Vorwerk Viaz. Der Transport dieses Geschützes von Trient über Calliano und Folgaria bis in seine Stellung dauerte nur sechs Tage (vom 2. bis zum 8. April 1916), was bei den damaligen Wege- und Straßenverhältnissen ungewöhnlich kurz war.
Das Geschütz „Gudrun“ stand im Etschtal nördlich von Rovereto bei Volano mit einem vorgeschobenen Beobachter in Mojeto.
Im Mai begann der Beschuss auf vorbestimmte Ziele nach Schießtafel, da man aus Geheimhaltungsgründen auf ein Einschießen verzichtet hatte. „Barbara“ feuerte als Hauptziel auf die italienischen Panzerforts Punta Corbin und Casa Ratti, das Geschütz „Gudrun“ auf das eigene, von den Italienern besetzte Werkfragment Valmorbia (es war bei Kriegsbeginn noch im Bau und aufgegeben worden) sowie auf Coni Zugna und Col Santo.
Während der Zwölften Isonzoschlacht im Oktober 1917 wurde die 38-cm-Haubitzenbatterie Nr. 4 / Bataillon Nr. 5 im oberen Isonzotal bei Lepena eingesetzt.
Zur Junioffensive 1918 wurden zwei Batterien der 38-cm-Haubitze bei  Casera Grupach  nordöstlich des  Monte Erio  bei Asiago aufgestellt. Hierzu mussten die Geschütze auf eine Höhe von 1600 Metern gebracht und dabei Steigungen bis zu 20 Prozent überwunden werden. Im Jahre 1918 wurde eine Haubitze anstelle des vorderen Geschützturmes auf der SMS Budapest aufgestellt, was sich aber als nicht praktikabel herausstellte. So wurde das Geschütz wieder ausgebaut und nach Raab gebracht.

## Weitere technische Angaben
| Haubitze M 16                         | Haubitze M 16 |
| ------------------------------------- | --- |
| Typ                                   | schweres Wurf-Rohrrücklaufgeschütz |
| Transport:                            | |
| 1. Straßentransport:                  | vierteilig (Rohr, Lafetten und 2 Bettungswagen) mit je 1 M.16 Art.-Generatorwagen |
| 2. Schienentransport mit eig. Kraft:  | Auf kurzen Strecken (etwa 50 km), beispielsweise bei Stellungswechseln können die Geschützeinheiten nach Abnahme der Straßenbereifung, ohne auf besondere Eisenbahnwaggons verladen zu werden, direkt auf das Normalspurgleis gestellt und auch mit dem eigenen M.16-Art.-Generator-Auto fortgebracht werden. |
| 3. Eisenbahntransport:                | Zu längeren Eisenbahnfahrten (Aufmarsch, größere Frontverschiebungen usw.) werden die Geschützeinheiten auf eigenen Rädern (wie 2.) in den normalen Eisenbahnzug (Transportzug) der Batterie eingereiht. |
| Transportgewichte                     | |
| Rohrwagen:                            | 38 t |
| Lafettenwagen:                        | 33 t |
| 1. Bettungswagen:                     | 36,6 t |
| 2. Bettungswagen:                     | 37,6 t |
| Aufbau:                               | Pivotlafette |
| Bettung:                              | eiserne Kastenbettung (6,50/5,20/1,40 m) mit Drehscheibe |
| Einbauzeiten Kastenbettung:           | Acker oder Schotter: 8–20 Stunden, Felsboden: 2–15 Tage |
| Montagezeit Geschütz:                 | 6–8 Stunden |
| Kaliber:                              | 380 mm über den Feldern, 384 mm in den Zügen |
| Mündungsgeschwindigkeit V0:           | bis 459 m/s |
| Auftreffgeschwindigkeit:              | (auf gr. Schussweite) bis 385 m/s |
| Mündungswucht:                        | bis 8450 mt |
| Sprengladung:                         | bis 68 kg |
| Granate M16                           | Hartziele mit und ohne Verzögerung (740 kg) |
| Granate M 17                          | Weichziel-Granatschrapnell (600 kg) |
| größte Schussweite:                   | 15,0 km |
| Geschossgewicht:                      | bis 740 kg |
| Gewicht des feuerbereiten Geschützes: | 81.000 kg |
| Seitenrichtbereich:                   | 360° |
| Elevation:                            | + 40° bis + 75° |
| Feuergeschwindigkeit:                 | 1 Schuss in 5 Minuten |

Bei Kriegsende standen zehn Haubitzen im Einsatz, eine weitere war noch im Bau. Insgesamt waren 14 Geschütze und zwei Ersatzrohre geordert worden.

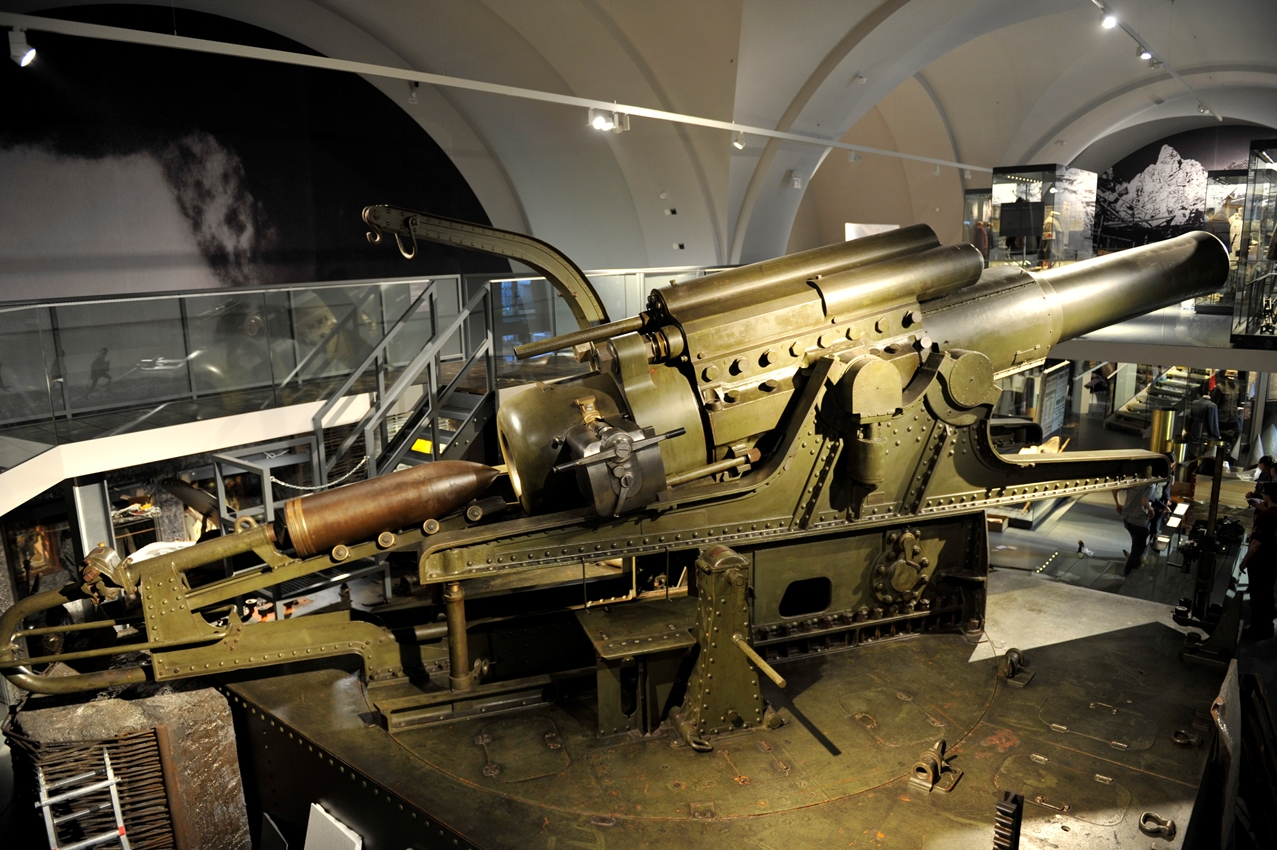
Geschütz im HGM in Wien

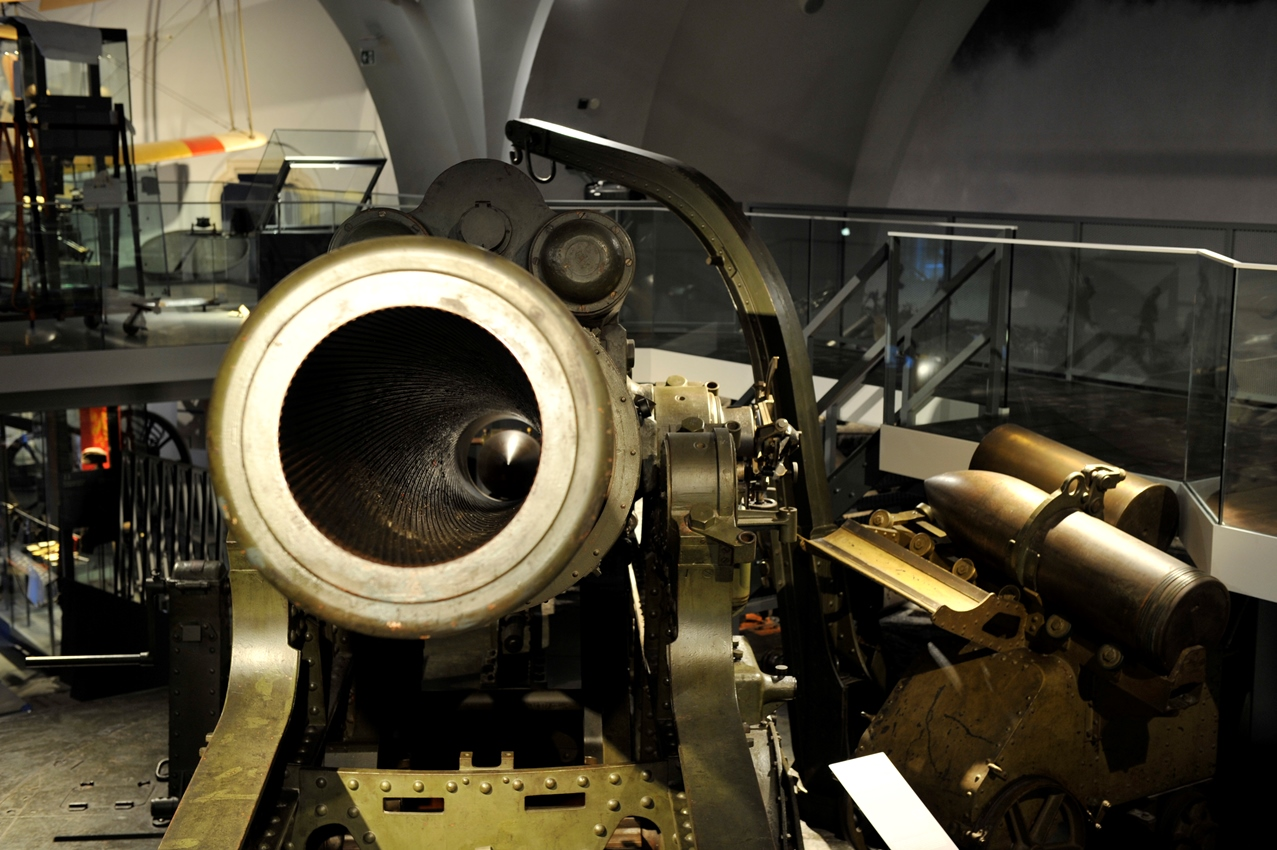
Detailaufnahme des Geschützes im HGM in Wien

## Erhaltene Exemplare
Das Geschütz Nr. 6 befindet sich im Heeresgeschichtlichen Museum in Wien, die Haubitze Nr. 2 („Gudrun“) steht im Armeemuseum in Bukarest.